# Angtoria
Angtoria este o formație de symphonic metal, compusă din Sarah Jezebel Deva (Cradle Of Filth) și frații Chris Rehn și Tommy Rehn.
Cântăreața Sarah Jezebel Deva, care a lucrat cu trupe ca Cradle Of Filth, Therion, Mortiis și Mystic Circle.